# 红唇蜑螺
红唇蜑螺（学名：Nerita reticulata），是原始腹足目蜑螺科蜑螺属的一种。主要分布于新加坡、台湾，常栖息在潮间带及岩礁。